# RIPE NCC
El Centro de Coordinación de redes IP europeas (Réseaux IP Européens Network Coordination Centre (RIPE NCC)) es el Registro Regional de Internet (RIR) para Europa, Oriente Medio y partes de Asia Central.
Un RIR supervisa la asignación y registro de los números de recursos de Internet (direcciones IPv4, direcciones IPv6 y números de Sistemas Autónomos) en una región específica.
RIPE NCC proporciona la coordinación administrativa de la infraestructura de Internet. Es una organización sin ánimo de lucro con más de 5000 miembros pertenecientes a los alrededor de 70 países pertenecientes a su área de servicio Archivado el 15 de agosto de 2006 en Wayback Machine..
Cualquier persona u organización puede convertirse en miembro de RIPE NCC. Sus miembros son básicamente Proveedores de Servicios de Internet (ISPs), organizaciones de telecomunicaciones, instituciones educativas, gobiernos, reguladores y grandes corporaciones.
RIPE NCC también proporciona soporte técnico y administrativo a Redes IP Europeas (Réseaux IP Européens (RIPE)), un foro abierto a todas las partes interesadas en el desarrollo técnico de Internet.